# Robert Planquette
Jean Robert Planquette (født 31. juli 1848, død 28. januar 1903) var en fransk komponist, der især er kendt for sine sange og operetter. Mange af Planquettes operetter var særligt populære i Storbritannien, heriblandt Les cloches de Corneville (1878) og Rip Van Winkle (1882).

Planquette var søn af en sanger og studerede på konservatoriet i Paris. Han færdiggjorde dog aldrig studiet på grund af pengemangel og arbejdede i stedet som cafepianist og som komponist og sanger. Hans blev først bemærket i bredere kredse med sangen "Sambre et Meuse", der første gang blev opført i 1867, hvor den blev sunget af Lucien Fugère, der senere skulle blive en fejret operasanger.
I 1876 gav direktøren for Théâtre des Folies-Dramatiques kommission på at skrive en operette, hvilket blev Les cloches de Corneville. Den blev en gigantisk succes og blev spillet 480 gange på teatret, inden den blev opsat i London og der gik hele 708 gange (rekord på den tid). Planquette fulgte operetten op med Le chevalier Gaston (1879), der ikke tilnærmelsesvis nåede forgængerens succes, mens Les voltigieurs du 32ieme (1880) ikke mindst i den engelske opsætning under titlen The Old Guard igen blev en stor succes. Rip Van Winkle (1882, Rip i den franske udgave) blev igen en stor succes i både London og Paris, mens Nell Gwynne (1884) blev noget mere lunkent modtaget. Planquette skrev senere også en lang række operetter med vekslende succes.
En anden af Planquettes kompositioner, der er blevet bredt kendt, er marchen "Le Régiment de Sambre et Meuse" (1879), der er blevet populært i et arrangement for brassbands.